# Precis vetula
Precis vetula är en fjärilsart som beskrevs av Otto Staudinger 1885. Precis vetula ingår i släktet Precis och familjen praktfjärilar. Inga underarter finns listade i Catalogue of Life.